# Petrosaviales
Classification APG II (2003)
Classification APG III (2009)
Ordre
Petrosaviales est un ordre végétal introduit par le Angiosperm Phylogeny Website et ne contenant que la famille Petrosaviaceae. Sa validité a été confirmée par la classification APG III. Cette famille était placée par la classification APG II à la base des Monocotylédones (Monocots), c'est-à-dire sans ordre.
Attention, Petrosaviales est aussi un ordre de champignon.

### L'ordre d'angiospermes
- (en) Angiosperm Phylogeny Website : Petrosaviales

### L'ordre de champignon
- (en) Catalogue of Life : Petrosaviales (consulté le 11 décembre 2020)